# ビッグ・メリノ

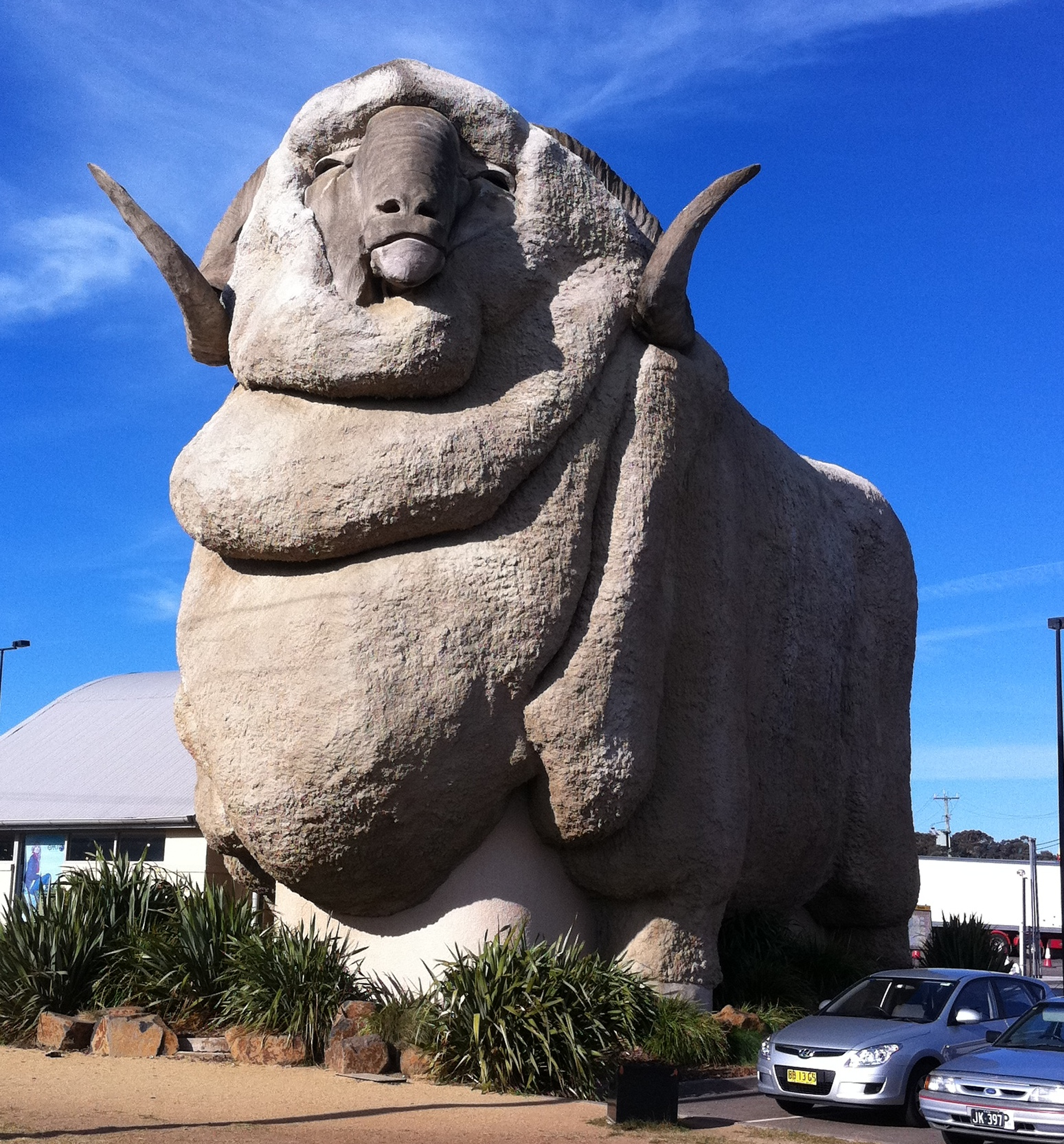
ビッグ・メリノ

ビッグ・メリノ(Big Merino)とはコンクリートでできたメリノ種の羊であり、高さにして15メートルある。オーストラリア、ニューサウスウェールズ州のゴウルバーンに設置されており、地元住民には「ランボー」のニックネームで呼ばれている。ビッグ･メリノは、1階部分がギフトショップであり、2階が羊毛の展示場になっている。来場者は羊の眼のところまで登り、ゴウルバーンの風景を見渡すこともできる。
ビッグ・メリノは、正式には1985年9月20日に公開された。1992年、ヒューム・ハイウェイのバイパスが完成したため市街地を通る車が減り、複合施設としてのビッグ・メリノは1日あたりバス40台分の観光客を失ってしまった。2007年3月26日、ビッグ。メリノはよりヒューム・ハイウェイに近い場所まで移設され、来場者数を回復させた。その後もガソリンスタンドそばのインターチェンジに移動している。

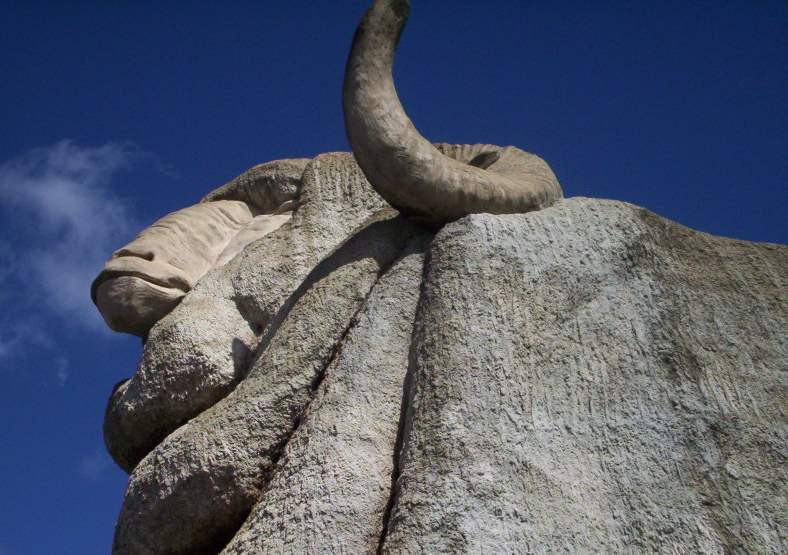
ビッグ・メリノ
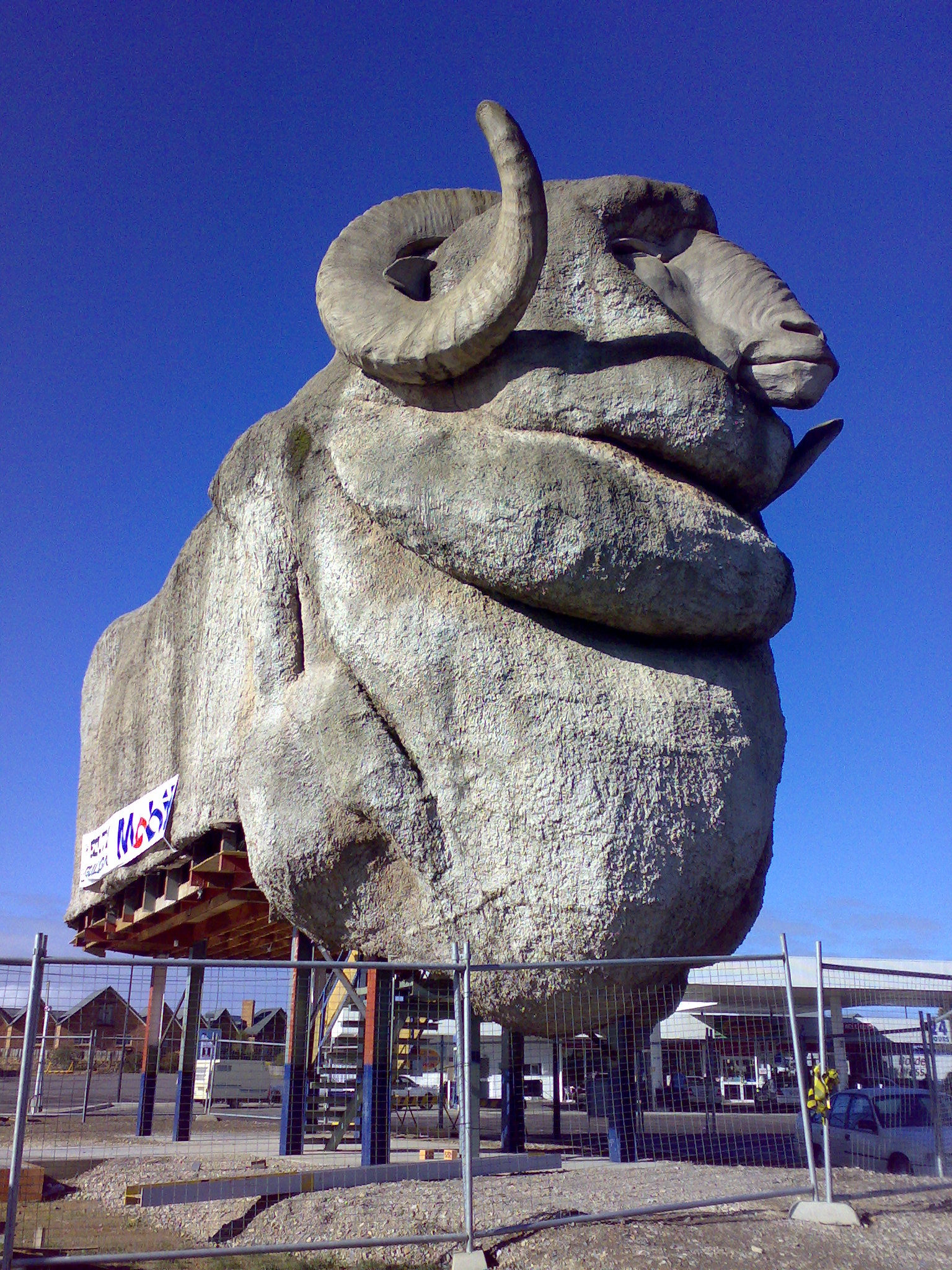
2007年の移設後
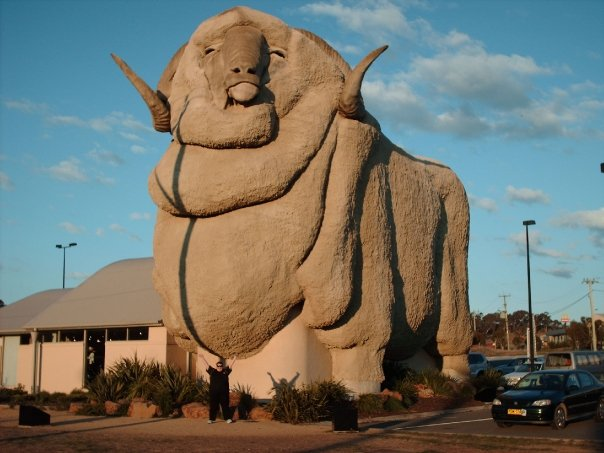
2009年4月